# Sainet trist
Sainet trist és un sainet en tres actes, original d'Àngel Guimerà, estrenat per primera vegada al Teatre Romea de Barcelona, per la companyia de Teatre Català, la vetlla del 14 d'abril de 1910.

## Repartiment de l'estrena
Actors de repartiment.
- Niceta: Emília Baró
- Cusefa, 45 anys: Maria Morera.
- Senyora Magdalena: Carolina Soto.
- Mariagna: Maria Abella
- Jana: Josefina Santolària.
- Feliça: Rosa Gotarredona.
- Oliveta: Carme Huguet.
- Tit, 19 anys: Domènec Aymerich.
- Candro, 19 anys: August Barbosa.
- Josepó. 24 anys: Carles Capdevila.
- Miquelàs: Lluís Puiggarí.
- Senyor Bergadà: Enric Guitart.
- Tonet: Miquel Sirvent.
- Fadrins del poble.
- Direcció artística: Adrià Gual.
- Director de companyia: Enric Guitart.